# División de Honor Andaluza
La División de Honor constituye el sexto nivel de competición de la Liga Española de Fútbol en la comunidad de Andalucía. Se encuentra inmediatamente por debajo de la Tercera División RFEF y por encima de la Primera División Andaluza.

## Historia
La FAF aprobó la creación de esta categoría en verano de 2015 y se acordó que se comenzaría a disputar en la temporada 2016-17. En octubre del mismo año algunos equipos de la 1.º Andaluza, en concreto 50 de los 72 equipos de los cuatro grupos de la categoría recogieron firmas en un escrito para intentar renegociar la creación e implantación de la nueva categoría, sin éxito, pues la Federación Andaluza de Fútbol siguió adelante con el proyecto.
En la temporada 2020/21 se comienza a disputar la Copa de Andalucía, disputada por 8 equipos de los dos grupos que, sin ascender ni ser filiales, la disputarían los 4 primeros. El campeón de la misma se clasifica para la Copa del Rey.

## Organización
La categoría cuenta con dos grupos, el grupo 1 corresponde a los equipos de Andalucía Occidental (Sevilla, Córdoba, Cádiz y Huelva) y el grupo 2 está formado por los equipos de Andalucía Oriental (Jaén, Almería, Málaga y Granada). Por su primer año de creación, se acordó que los equipos que conformarían cada grupo serían:
- Los equipos descendidos de los grupos IX y X de Tercera Federación.
- Los equipos clasificados entre el 2.º y 7.º puesto de cada grupo de 1.º Andaluza (En caso de que en algún grupo hubiera 2 ascensos a Tercera Federación, ascenderán a División de Honor del 3.º al 8.º clasificado)
- Los 8 equipos campeones de cada grupo provincial de la 2.º Andaluza.

## Sistema de juego y efectos de clasificaciones
El sistema de juego es de liga a doble vuelta.
Ascienden a Tercera Federación (Grupo X) el campeón y subcampeón del grupo 1.º.
Igualmente ascienden a Tercera Federación (Grupo X) el club clasificado en tercer lugar, caso de que el club adscrito a la Federación de Ceuta permanezca en el Grupo X de Tercera Federación.
Si no se diera este caso, es decir que el club adscrito a la Federación de Ceuta ascendiera a Segunda Federación o descendiera a categoría Territorial, su puesto sería ocupado por otro de la misma Territorial.
Ascienden a Tercera Federación (Grupo IX) el campeón y subcampeón del grupo 2.º.
Igualmente asciende a Tercera Federación (Grupo IX) el club clasificado en tercer lugar, caso de que el club adscrito a la Federación de Melilla permanezca en el Grupo IX de Tercera Federación.
Si no se diera este caso, es decir que el club adscrito a la Federación de Melilla ascendiera a Segunda Federación o descendiera a categoría Territorial, su puesto sería ocupado por otro de la misma Territorial.
Descienden a Primera División Andaluza, los cuatro últimos clubes clasificados de cada grupo.

## Equipos participantes (temporada 2025-26)
| Div. de Honor - Grupo I (Andalucía Occidental) |
| --- |
| \| - Atlético Espeleño - Atlético Palma del Río C. F. - Real Betis "C" - C. D. Cabecense - Cádiz C. F. "C" - A. D. Cartaya - C. D. Egabrense - C. D. Inter Sevilla - La Palma C. F. - U. B. Lebrijana - U. D. Los Barrios - C. D. Moguer - Montilla C. F. - Racing C. Portuense - C. D. Rociana - U. P. Viso \| |
| - Atlético Espeleño - Atlético Palma del Río C. F. - Real Betis "C" - C. D. Cabecense - Cádiz C. F. "C" - A. D. Cartaya - C. D. Egabrense - C. D. Inter Sevilla - La Palma C. F. - U. B. Lebrijana - U. D. Los Barrios - C. D. Moguer - Montilla C. F. - Racing C. Portuense - C. D. Rociana - U. P. Viso       |

| - Atlético Espeleño - Atlético Palma del Río C. F. - Real Betis "C" - C. D. Cabecense - Cádiz C. F. "C" - A. D. Cartaya - C. D. Egabrense - C. D. Inter Sevilla - La Palma C. F. - U. B. Lebrijana - U. D. Los Barrios - C. D. Moguer - Montilla C. F. - Racing C. Portuense - C. D. Rociana - U. P. Viso |

| Div. de Honor - Grupo II (Andalucía Oriental) |
| --- |
| \| - Alhaurín de la Torre C. F. - C. P. Almería - C. D. Atlético de Marbella - Baeza C. F. - C. D. Benagalbón - C. D. Cantoria - C. D. Casabermeja - Cuevas C. F. - C. P. El Ejido - P. D. Garrucha - Loja C. D. - F. C. Málaga City - U. D. Maracena - C. D. Pizarra Atlético C. F. - C. D. Santa Fe - Villacarrillo C. F. \| |
| - Alhaurín de la Torre C. F. - C. P. Almería - C. D. Atlético de Marbella - Baeza C. F. - C. D. Benagalbón - C. D. Cantoria - C. D. Casabermeja - Cuevas C. F. - C. P. El Ejido - P. D. Garrucha - Loja C. D. - F. C. Málaga City - U. D. Maracena - C. D. Pizarra Atlético C. F. - C. D. Santa Fe - Villacarrillo C. F.       |

| - Alhaurín de la Torre C. F. - C. P. Almería - C. D. Atlético de Marbella - Baeza C. F. - C. D. Benagalbón - C. D. Cantoria - C. D. Casabermeja - Cuevas C. F. - C. P. El Ejido - P. D. Garrucha - Loja C. D. - F. C. Málaga City - U. D. Maracena - C. D. Pizarra Atlético C. F. - C. D. Santa Fe - Villacarrillo C. F. |

## Campeones

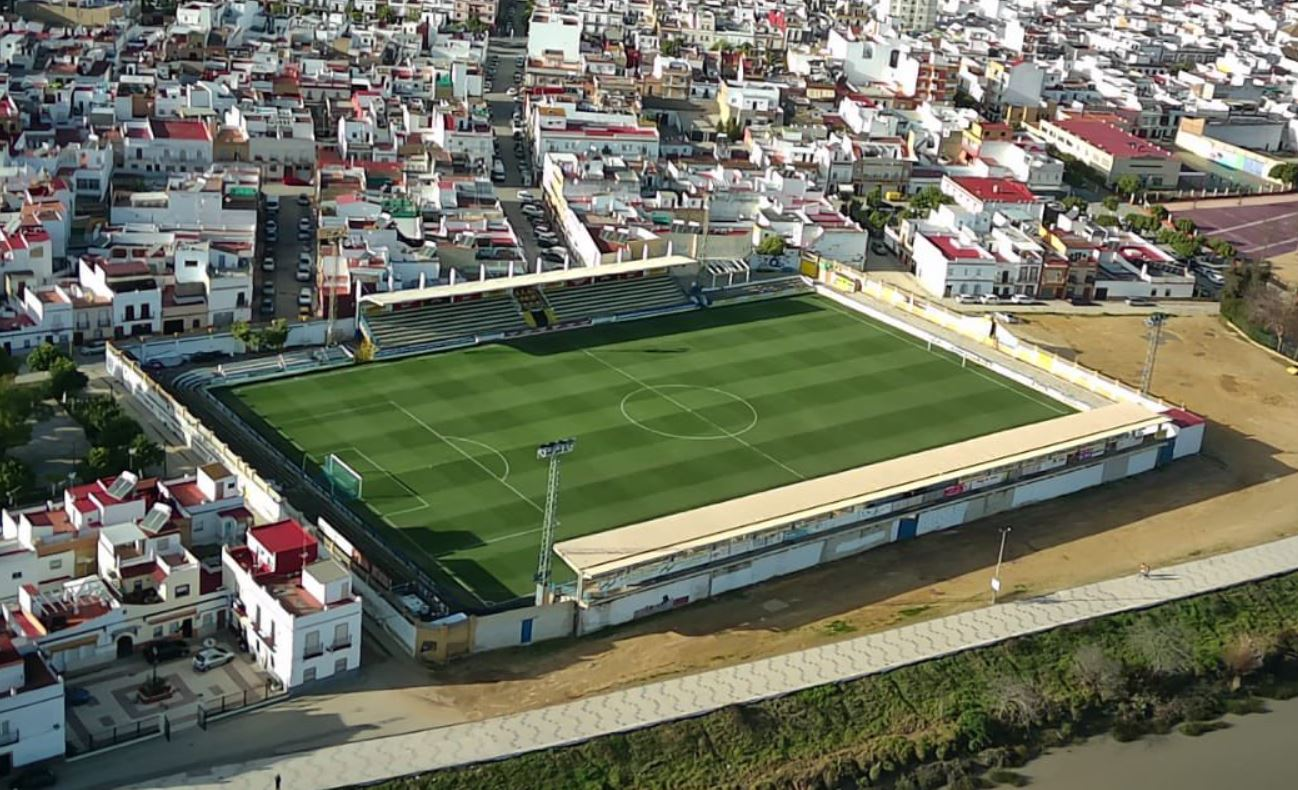
Estadio Guadalquivir, feudo del Coria C.F, campeón en la temporada 2021/22

| Temporada | Grupo 1               | Grupo 2                        |
| --------- | --------------------- | ------------------------------ |
| 2016-17   | Cádiz C. F. "B"       | Juventud de Torremolinos C. F. |
| 2017-18   | Xerez Deportivo F. C. | C. D. Torreperogil             |
| 2018-19   | C. Atlético Antoniano | Atlético Porcuna C. F.         |
| 2019-20   | Castilleja C. F.      | C. D. Alhaurino                |
| 2020-21   | A. D. Cartaya         | U. D. Torre de Mar             |
| 2021-22   | Coria C. F.           | C. D. Estepona Fútbol Sénior   |
| 2022-23   | La Palma C.F.         | C. D. Rincón                   |
| 2023-24   | Atlético Onubense     | C. P. Mijas Las Lagunas        |
| 2024-25   | Chiclana C. F.        | C. D. Alhaurino                |